# ويليام ماغرودر
ويليام ماغرودر (بالإنجليزية: William B. Magruder )‏ (1810 – 1869) فيزيائي أمريكي وعمدة مدنية واشنطن من عام 1856 إلى 1858.